# Tiszta udvar, rendes ház
Tiszta udvar, rendes ház – dwudziesty ósmy album węgierskiego zespołu Republic, wydany w 2008 roku przez EMI na CD.
Album zajął siódme miejsce na węgierskiej liście przebojów.

## Lista utworów
Źródło: discogs.com
1. „Hintőpor” (2:15)
2. „Róma” (3:40)
3. „Egy balta száll” (4:19)
4. „Ne válaszolj, ne kérdezz” (4:59)
5. „Kék hotel” (3:17)
6. „Hosszú haj, hülye zene” (2:13)
7. „Párizsban” (6:05)
8. „A folyó ölel tovább” (4:28)
9. „Hami-hami, hami-hami” (3:36)
10. „A fák az égig érnek” (4:47)
11. „Ezer kincs, ezer nyár” (4:53)
12. „A lassú képek városa” (7:04)

## Skład zespołu
Źródło: republic.hu
- László Bódi – wokal, fortepian
- Csaba Boros – gitara basowa, fortepian, wokal
- László Attila Nagy – perkusja
- Tamás Patai – gitary
- Zoltán Tóth – gitara, fortepian, keyboard, wokal